# Codonopsis xizangensis
Codonopsis xizangensis là loài thực vật có hoa trong họ Hoa chuông. Loài này được D.Y.Hong mô tả khoa học đầu tiên năm 1980.